# Māyā (reine)
Pour les articles homonymes, voir siriMahaMaya.

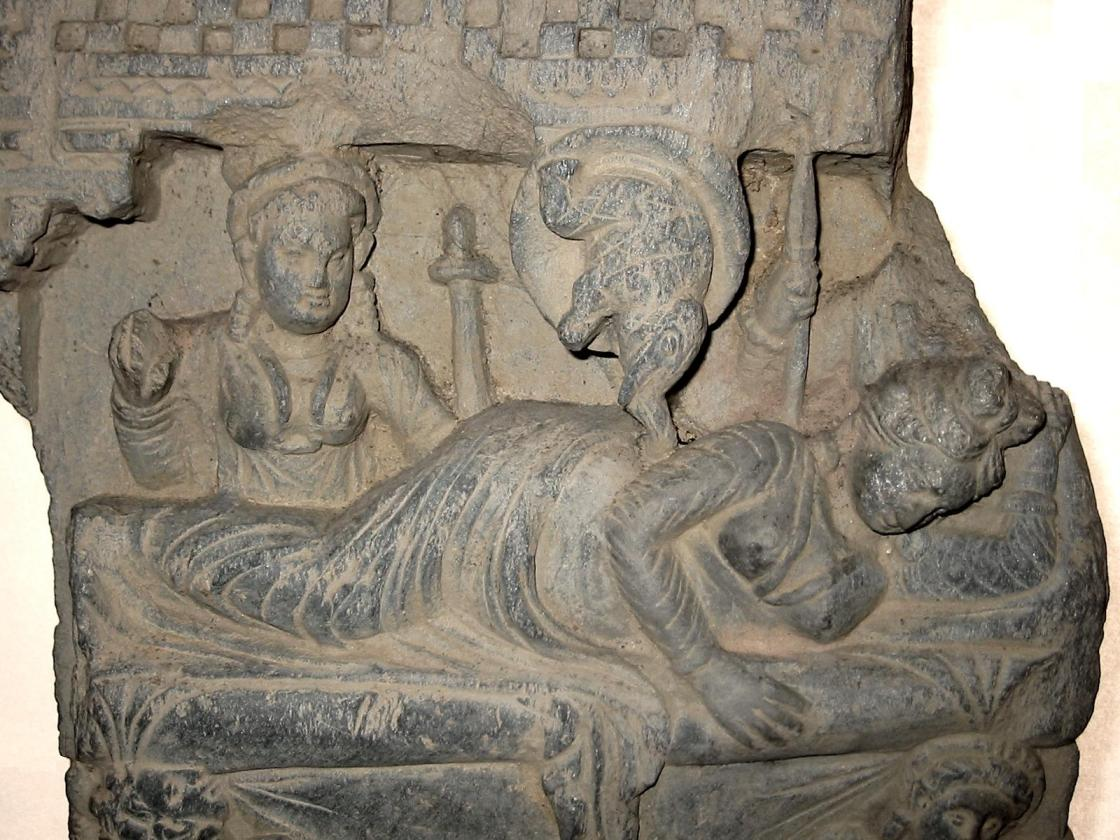
Le rêve de Māyā ; art du Gandhara.

La reine Māyā, encore appelée Māyādevī (devī : « déesse », titre honorifique des reines) ou Mahāmāyā (mahā : « grande »), est la première épouse du roi Shuddhodana et la mère du Bouddha. Son nom sanskrit signifie « Pouvoir d'illusion ». En tibétain elle est appelée Gyutrulma.
Comme tous les membres de la famille du Bouddha, les informations la concernant sont sujettes à caution, particulièrement celles provenant des Jatakas (recueils de récits de la vie de Gautama), en général légendaires. Toutes les sources s’accordent sur le fait qu’elle meurt très vite après la naissance de Siddharta, son seul enfant, qui fut élevé par Prajapati Gautami. Ce fait et la signification en sanskrit de son nom ont fait proposer que la mère biologique du Bouddha n’aurait laissé aucune trace historique et que le personnage de Māyādevī serait une reconstitution légendaire.

## Famille
Son père est, selon les sources, un Shakya ou un Kolya, et se nomme Anjana, chef de Devadaha, fils de Devadahasakka, ou bien Suppabuddha. Sa mère s’appelle Yasodharā, fille de Jayasena, ou encore Sulakkhanā. Māyā aurait eu pour sœur Prajapati et pour frères Dandapāni et Suppabuddha. Les deux sœurs auraient eu pour mari commun Shuddhodana, chef de Kapilavastu et roi des Shakyas.

## Conception et naissance du Bouddha

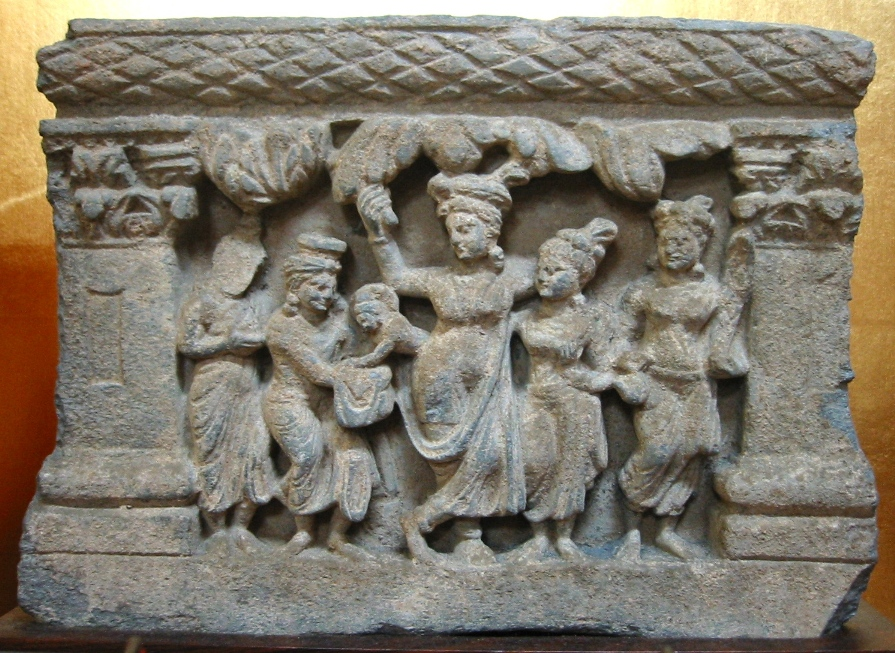
La naissance du Bouddha à Lumbini sous le sal ; art du Gandhara.

Certaines sources prétendent que Māyā resta longtemps sans enfant et que la naissance du Bouddha intervint quand elle avait quarante ou cinquante ans. Elle aurait eu toutes les qualités nécessaires : elle avait fait vœu dans une vie antérieure de devenir mère d’un bouddha et pratiqué à cet effet les perfections (paramita) pendant cent mille kalpas (ères), et n’avait jamais depuis sa naissance enfreint les cinq préceptes.
Le soir d’une fête (Uttarāsālhanakkhatta), alors qu'elle observait l'abstinence depuis sept jours, elle fit un rêve : les quatre grands dieux gardiens des orients transportèrent son lit sous un sal à Manosilātala dans l’Himava (Himalaya). Leurs femmes la baignèrent dans le lac Anotatta (lac Mansanovar près du mont Kailash) et la revêtirent de robes divines, puis la conduisirent dans une chambre à l'intérieur d'un palais doré. Là, un bodhisattva venu du ciel Tusita sous la forme d’un éléphanteau blanc à six défenses, tenant dans sa trompe un lotus blanc, pénétra dans son corps par le flanc.
À partir de ce jour, les quatre gardiens divins veillèrent constamment sur elle. Certaines sources prétendent que l’enfant était visible à travers la peau. À l'approche du terme de sa grossesse, elle se mit en route pour accoucher dans sa famille comme il était coutume. Passant par Lumbini, elle fut attirée par la vue d’un bois fleuri et accoucha debout sous un sal, l’enfant sortant de son flanc.

## Mort
Dans les jours qui suivirent elle fut prise de malaises et mourut sept jours après la naissance, confiant Siddharta à sa sœur Prajapati. Les commentaires du canon pali expliquent différemment les causes de son décès : certains estiment qu’elle périt d’un excès de joie, d’autres de chagrin car elle pressentait que son fils la quitterait, d'autres encore qu'elle se laissa mourir pour ne pas être un obstacle à la vocation de Siddhartha, ou qu'elle devait disparaître car il était inimaginable qu’un enfant ordinaire soit conçu par la même mère que le Bouddha. Elle serait née par la suite dans le ciel dit « des trente-trois », Trāyastrimsa (pali : Tavatimsa), le plus haut des cieux en contact direct avec notre monde, situé sur le mont Sumeru. Le Bouddha s’y rendit après son illumination pour y prêcher à sa mère et aux autres devas durant les trois mois de la saison des pluies. Il revenait néanmoins régulièrement mendier dans le monde des hommes, laissant une émanation prêcher jusqu’à son retour. D’autres sources prétendent que Mayadevi serait tout d'abord née dans le ciel Tusita où résident les futurs bouddhas, sous la forme d’un homme appelé Māyādevaputta. L'éternel débat de la place des femmes dans la communauté monastique est évoquée à l'occasion de sa mort par des commentateurs, certains exprimant l'opinion que le Bouddha aurait certainement accepté les femmes de bon cœur si sa mère avait été encore en vie, et d'autres (Dhammapāla) estimant au contraire que cela n'aurait rien changé.

## Vies antérieures
La tradition bouddhiste considère que les destins religieux exceptionnels demandent plusieurs vies de pratique et d’accumulation de perfections, et aussi d’en avoir exprimé le vœu, dont la réalisation future est garantie par le bouddha de l’ère en cours. Māyā forma son vœu à l’ère du bouddha Vipassī ou du bouddha Padumuttara, selon les sources. Selon la première version, elle était la fille du roi Bandhumā. Un vassal ayant offert au souverain une pièce de santal précieux et une guirlande d’or, il remit le premier cadeau à sa fille aînée et le second à la cadette. L’aînée, future Māyā, fit réduire en poudre le santal qu’elle porta dans un coffret précieux au bouddha Vipassi pour qu’il s'en oigne le corps. En voyant son corps doré, elle conçut le désir d’être un jour la mère d’un tel être. Sa sœur deviendra Uracchadā, fille du roi Kiki de Bénarès à l’ère du bouddha Kassapa, connue pour avoir atteint le stade d'arahant à l’âge de seize ans.